# 콜로-콜로

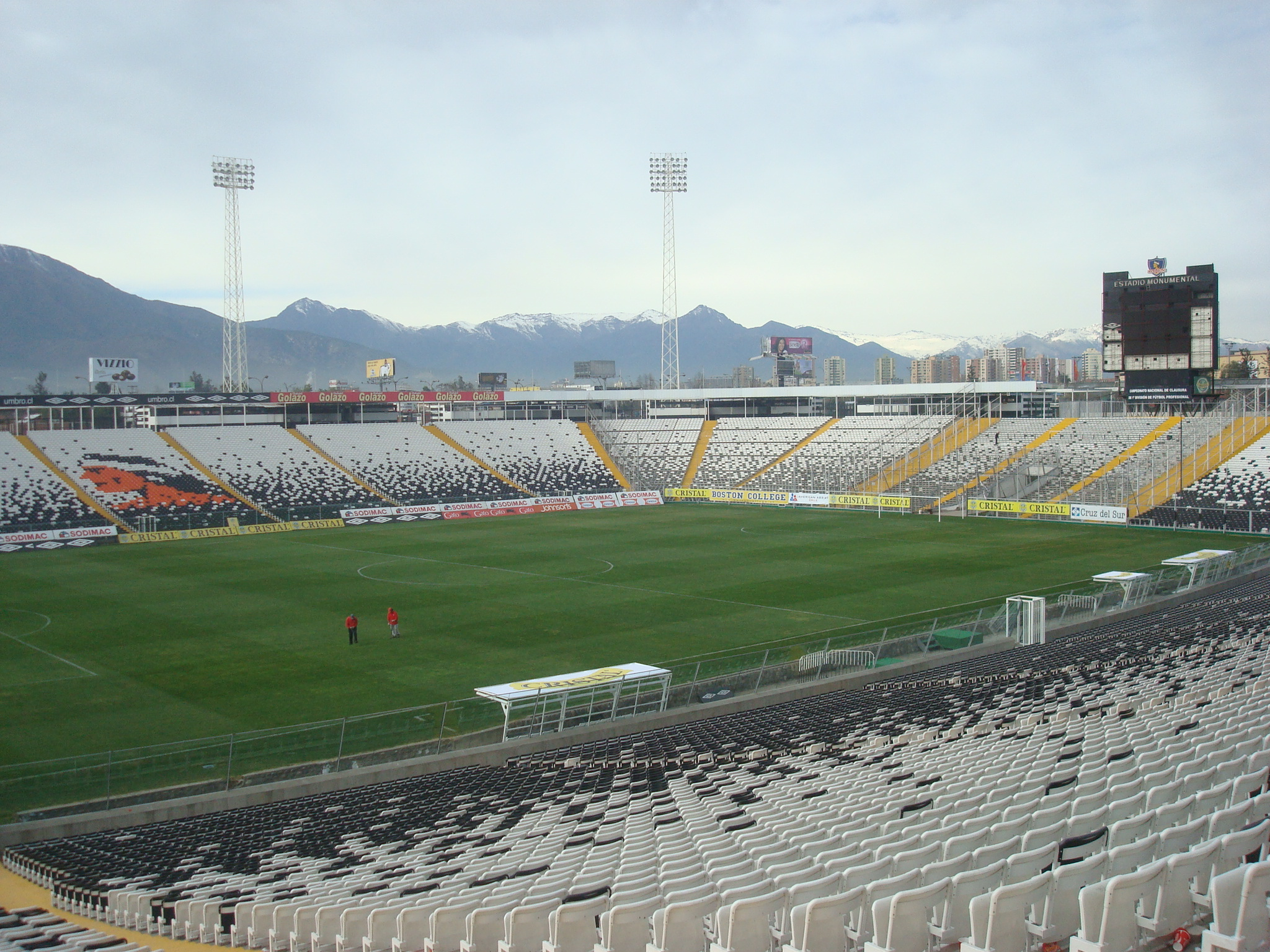

클루브 소시알 이 데포르티보 콜로-콜로(Club Social y Deportivo Colo-Colo)는 칠레의 수도 산티아고를 연고로 하는 축구 클럽이며, 통상 콜로-콜로로 불린다. 이 팀은 1925년에 창단되었으며, 칠레 최상위 리그 칠레 프리메라 디비시온에서 단 한 번도 강등된적 없는 최고의 명문 구단으로 손꼽힌다. 홈구장은 1989년부터 수용인원 50,347명에 달하는 산티아고 마쿨의 에스타디오 모누멘탈 다비드 아레야노를 사용해 오고 있다.
콜로-콜로는 칠레 프리메라 디비시온 내 최다 우승팀으로 33회의 우승 경력을 가지고 있다. 또한 코파 칠레 13회 우승 경력도 가지고 있으며, 1991년 코파 리베르타도레스에서 우승하면서 코파 리베르타도레스의 정상을 차지한 최초의 칠레 축구단으로 기록되었다.
이 구단의 전설적인 인물로는 칠레 축구 국가대표팀의 전직 수비수 루이스 메나가 꼽히며, 콜로-콜로에서 19시즌을 뛰는 동안 우승 트로피를 11번 들어올렸다. 역대 최다 득점자는 칠레의 전직 공격수 카를로스 카셀리이며, 통산 293경기에 출전하였고 171골을 기록하였다. 역대 최다 출장자는 칠레의 전직 골키퍼 미사엘 에스쿠티다.
콜로-콜로는 칠레에서 가장 많은 서포터 수를 보유하고 있다. 구단의 최대 라이벌은 우니베르시다드 데 칠레이며, 코브렐로아와 우니베르시다드 카톨리카와도 라이벌 관계에 놓여있다.

## 로고
구단의 로고 중앙에 박혀있는 인물은 칠레의 원주민 마푸체족의 전설적인 추장 콜로 콜로다. 그는 스페인 제국 (1536-1818)과의 아라우호 전쟁에 참여하였다. 1925년 4월 19일 구단이 창단되었을 당시, 창단 멤버 중 한명인 루이스 콘트레라스가 칠레의 상징적인 인물로써 구단의 로고에 담게 만들었다.

## 선수 명단

### 현역
2025년 1월 22일 기준

참고: FIFA 자격 규정에 따라 소속된 국가대표팀 국기를 표시합니다. 선수는 복수의 FIFA 비회원국 국적을 가지고 있을 수 있습니다.
| 번호 | 포지션 | 국적 | 이름                  |
| ---- | ------ | ---- | --------------------- |
| 2    | DF     |      | 조나단 비야그라       |
| 3    | MF     |      | 다니엘 구티에레즈     |
| 7    | MF     |      | 프란시스코 머천트     |
| 8    | MF     |      | 에스테반 파베스       |
| 10   | MF     |      | 클라우디오 아퀴노     |
| 11   | FW     |      | 마르코스 볼라도스     |
| 12   | GK     |      | 에두아르도 빌라누에바 |
| 13   | DF     |      | 브루노 구티에레즈     |
| 16   | DF     |      | 오스카 오파조         |
| 17   | DF     |      | 크리스티안 리켈메     |
| 20   | FW     |      | 알렉산더 오로즈       |
| 21   | DF     |      | 에릭 위엠버그         |
| 22   | DF     |      | 마우리시오 이슬라     |
| 23   | MF     |      | 아르투로 비달         |
| 24   | FW     |      | 레안드로 에르난데스   |

| 번호 | 포지션 | 국적 | 이름            |
| ---- | ------ | ---- | --------------- |
| 27   | MF     |      | 디에고 플라사   |
| 30   | GK     |      | 페르난도 데 폴  |
| 32   | FW     |      | 루카스 세페다   |
| 33   | DF     |      | 하비에르 로하스 |
| 34   | MF     |      | 비센테 피사로   |

## 역대 감독
| 감독                     | 임기        |
| ------------------------ | ----------- |
| 플러트코 페렌츠          | 1939 ~ 1940 |
| 플러트코 페렌츠          | 1941        |
| 엔리케 페르난데스 비올라 | 1955 ~ 1956 |
| 비센테 칸타토레          | 1994        |
| 네우시뉴 바프치스타      | 1999        |
| 파블로 게데              |             |
| 구스타보 킨테로스        |             |
| 호르헤 알미론            |             |

## 코칭 스태프
| 직위        | 이름          |
| ----------- | ------------- |
| 감독        | 호르헤 알미론 |
| 코치        |               |
| 골키퍼 코치 |               |
| 피지컬 코치 |               |
| U-19 감독   |               |
| U-19 코치   |               |

## 우승 기록

### 국내 리그
A는 전기 리그 (Apertura), C는 후기 리그 (Clausura)를 뜻한다.
- 리가 센트랄 데 풋볼 : 4
  - 1925, 1928, 1929, 1930
- 프리메라 디비시온 : 34
  - 1937, 1939, 1941, 1944, 1947, 1953, 1956, 1960, 1963, 1970, 1972, 1979, 1981, 1983, 1986, 1989, 1990, 1991, 1993, 1996, 1997C, 1998, 2002-C, 2006-A, 2006-C, 2007-A, 2007-C, 2008-C, 2009-C, 2014-C, 2015-A, 2017, 2022, 2024

### 컵 대회
- 코파 칠레 : 13
  - 1958, 1974, 1981, 1982, 1985, 1988, 1989, 1990, 1994, 1996, 2016, 2019, 2021
- 수페르코파 데 칠레 : 3
  - 2017, 2018, 2022

### 대륙 대회
- 코파 리베르타도레스
  - 우승 (1) : 1991
  - 준우승 (1) : 1973
- 코파 수다메리카나
  - 준우승 (1) : 2006
- 코파 인테라메리카나
  - 우승 (1) : 1991
- 레코파 수다메리카나
  - 우승 (1) : 1992

### 국제 대회
- 인터콘티넨털컵
  - 준우승 (1) : 1991

## 같이 보기
- 콜로-콜로 (여)

틀:콜로-콜로
틀:콜로-콜로 감독